# Climat subecuatorial
Climatul subecuatorial este răspândit între 5-12 grade latitudine nordică și sudică. Acesta este influențat de alizee (iarna) și de calmele ecuatoriale (vara). Climatul subecuatorial prezintă două anotimpuri: ploios (iarna) și secetos (vara).
Climatul este subecuatorial, specific etajului tierra caliente în câmpia Orinoco, tierrei templada între 800 – 1800 m și tierrei fria la peste 2000 m altitudine. Vegetația care ocupă peste 50% din suprafața regiunii, este constituită din păduri tropicale umede. De-a lungul fluviului Orinoco se întind păduri-galerii, iar în delta sa apar mangrove. În unele zone ale câmpiei întâlnim savana cu ierburi înalte. Fauna este foarte bogată și variată : puma, jaguar, maimuțe, șarpele boa, anaconda, oposum etc. Resursele naturale de care dispune regiunea sunt de asemenea variate, la loc de frunte aflându-se marile zăcăminte de petrol din zona Maracaibo, din bazinele Oriente și Barinas. Pentru Venezuela petrolul este o bogăție națională. Primele explorări datează din anul 1882 (San Cristobal), ajungând ca în anul 1928 această țară să devină al doilea producător mondial. Actualmente ocupă locul VII în lume, cu o producție de 151,4 milioane tone (2002); 90 % din petrol extras este exportat, cealaltă parte fiind rafinată la Cardon, San Lorenzo, Puerto-La-Cruz etc. În aceleași zone sunt localizate și câmpurile gazeifere, producția anuală atingând 29,8 miliarde m3, în 2002. La Los Pijiquaos se află mari zăcăminte de bauxită (200 milioane de tone, în formațiuni de suprafață) a căror exploatare și valorificare situează Venezuela pe locul trei între exportatorii mondiali. Subsolul său mai conține minereu de fier, aur, diamante, azbest, fosfați și sare. Economia regiunii venezuelene este dominată de industria extractivă, agricultura concentrând doar 20% din populația activă. Se cresc animale, în special bovine pentru carne și lapte. Pășuni și fânețe de mare productivitate se extind în Llanos. Culturile ocupă 6% din suprafața regiunii și sunt reprezentate prin cafea (69.000 t, o treime fiind exportată), cacao (19.000 t), trestia de zahăr (811.000 t zahăr), tutun, bumbac și banane. Agricultura nu satisface, ca producție, nevoile interne apelându-se la importuri. Dimpotrivă, industria este în plin avânt, situând Venezuela pe un loc de frunte între țările Americii Latine. Rafinarea petrolului, petrochimia, siderurgia (Matanzas, Ciudad Guayana), aluminiu (Ciudad Guayana), construcțiile de mașini (Caracas, Valencia, Puerto Cabello), sticlărie, pielărie-încălțăminte etc., sunt ramurile cele mai dezvoltate. Orașele cu rol polarizator sunt Caracas (3,4 milioane locuitori), Maracaibo (1.764.000 locuitori), Valencia (1.338.600 de locuitori), Maturin, Ciudad Bolivar etc. 10.2. Regiunea guyaneză. Sub această denumire sunt cuprinse teritoriile aparținând statelor Guyana, Suriname și Guyana Franceză din partea nord-estică a Americii de Sud. Relieful are altitudini reduse, exceptând extremitatea vestică unde masivul Roraima ajunge la 2.772 m. Podișul Guyanelor, format din depozite precambriene descrește altimetric spre nord și est, trecând treptat într-o câmpie litorală cu lățimi cuprinse între 15-65 Km, câmpie cu mlaștini, lagune și mangrove.

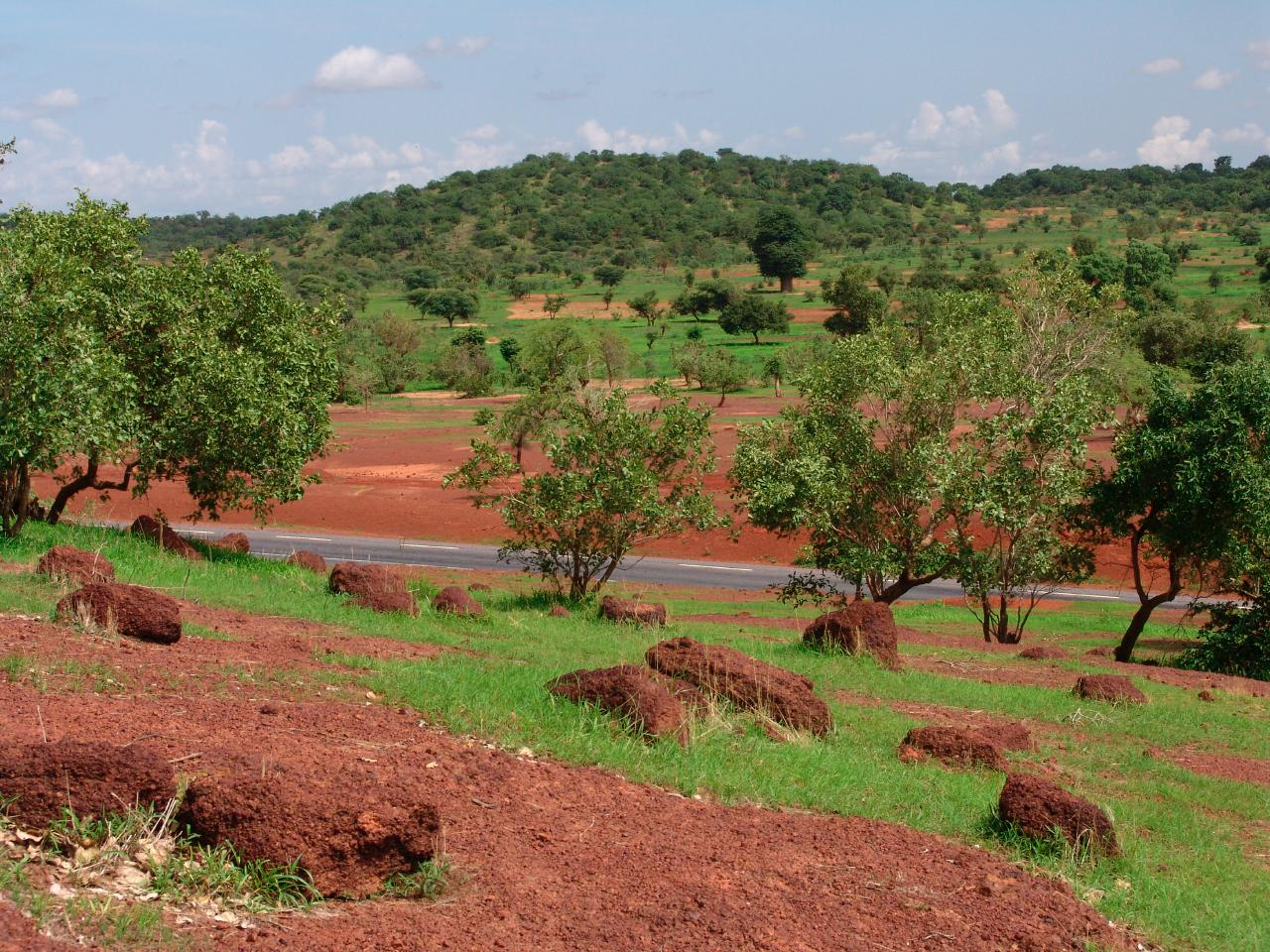
Peisaj specific

## Caracteristici
Climatul subecuatorial are următoarele caracteristici:
- are două sezoane: unul ploios (pe timpul iernii emisferei - când se extind calmele ecuatoriale) și unul secetos (pe timpul verii emisferei - când bat alizeele continentale)
- are temperaturi mai ridicate vara (în jur de 30 grade Celsius)
- precipitațiile sunt abundente vara (aproximativ de 1500 mm)
- nu bat vânturi
- iarna bat alizeele
- plante de cultură specifice: cereale, leguminoase (lintea), bumbac, trestie de zahăr etc.